# عقابیان
عقابیان (به لاتین: Aquilinae) یک زیرخانواده از عقاب‌ها در خانواده بازان است. نام عمومی که برای اعضای این زیرخانواده استفاده می‌شود «عقاب چکمه‌ای» (به معنی پاها پردار) است، اگرچه این نام، نام رایج برای گونهٔ عقاب پرپا یکی از اعضای این زیرخانواده نیز است. در یک نقطه، این زیرخانواده شامل سارگپه‌ایان (معمولاً به عنوان سارگپه یا بازهای سارگپه‌ای شناخته می‌شود) که احتمالاً بر اساس برخی ویژگی‌های ریخت‌شناسی مشترک در نظر گرفته شد. با این حال، تحقیقات روی دی‌ان‌ای عقاب‌های چکمه‌دار نشان داده‌است که آنها یک گروه تک‌تباری هستند که احتمالاً میلیون‌ها سال از دیگر شکل‌های موجود بازسانان جدا شده‌اند.

## رده‌بندی
زیرخانوادهٔ عقابیان
| نگاره | سرده                           | گونه‌های زنده |
| ----- | ------------------------------ | --- |
|       | Stephanoaetus Sclater, 1922    | - S. coronatus- عقاب تاج‌دار |
|       | بازعقاب‌های کاکلی Hodgson, 1836 | - N. nipalensis- بازعقاب کوهی - N. kelaarti- Legge's hawk-eagle - N. bartelsi- Javan hawk-eagle - N. nanus- Wallace's hawk-eagle - N. alboniger- Blyth's hawk-eagle - N. lanceolatus- Sulawesi hawk-eagle - N. philippensis- Philippine hawk-eagle - N. pinskeri- Pinsker's hawk-eagle - N. cirrhatus- بازعقاب گونه‌گون - N. floris- Flores hawk-eagle |
|       | Lophotriorchis Sharpe, 1874    | - L. kienerii- عقاب شکم‌حنایی |
|       | Polemaetus Heine, 1890         | - P. bellicosus- عقاب جنگی |
|       | بازعقاب‌های اصلی Vieillot, 1816 | - S. tyrannus- بازعقاب سیاه - S. melanoleucus- Black-and-white hawk-eagle - S. ornatus- بازعقاب زیبا - S. isidori- Black-and-chestnut eagle |
|       | Ictinaetus Blyth, 1843         | - I. malaiensis- عقاب سیاه |
|       | Lophaetus Kaup, 1847           | - L. occipitalis- عقاب کاکل‌دراز |
|       | عقاب‌های خال‌دار Adamowicz, 1858 | - C. pomarina- عقاب خال‌دار کوچک - C. hastata- عقاب خال‌دار هندی - C. clanga- عقاب خال‌دار بزرگ |
|       | عقاب (سرده) Brisson, 1760      | - A. rapax- عقاب خاکی - A. nipalensis- عقاب صحرایی - A. adalberti- عقاب شاهی اسپانیایی - A. heliaca- عقاب شاهی - A. gurneyi- Gurney's eagle - A. chrysaetos- عقاب طلایی - A. audax- عقاب دم‌گوه‌ای - A. verreauxii- عقاب ورو - A. fasciata- عقاب دوبرادر - A. spilogaster- African hawk-eagle - A. africana- عقاب آفریقایی                              |
|       | بازعقاب‌های کوچک Kaup, 1844     | - H. wahlbergi- عقاب والبرگ - H. pennatus- عقاب پرپا - H. weiskei- عقاب کوتوله - H. morphnoides- عقاب کوچک - H. ayresii- Ayres's hawk-eagle |